# Schärding
Schärding é um município da Áustria localizado no distrito de Schärding, no estado de Alta Áustria.
Conhecida como ‘a jóia do Eno’, possui um colorido centro barroco que está protegido por muralhas medievais e dominada pela igreja de São Jorge. Na colina onde se erguia o antigo castelo existe hoje um interessante jardim urbano com umas magníficas vistas sobre o rio Eno. Um dos atractivos mais interessantes de Schärding são as réplicas das maravilhas do mundo antigo que podem-se encontrar em diferentes pontos da cidade.